# Haus Continental

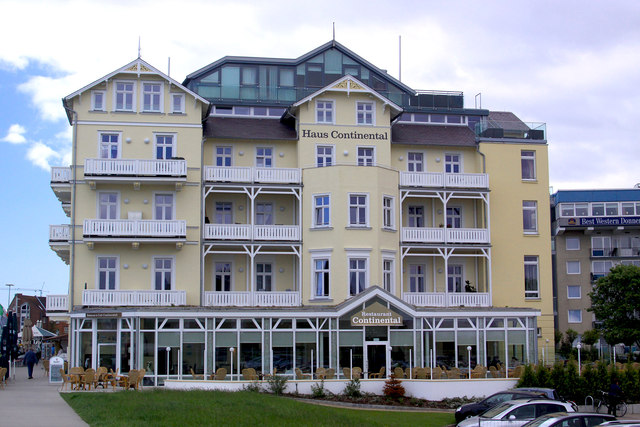
Haus Continental

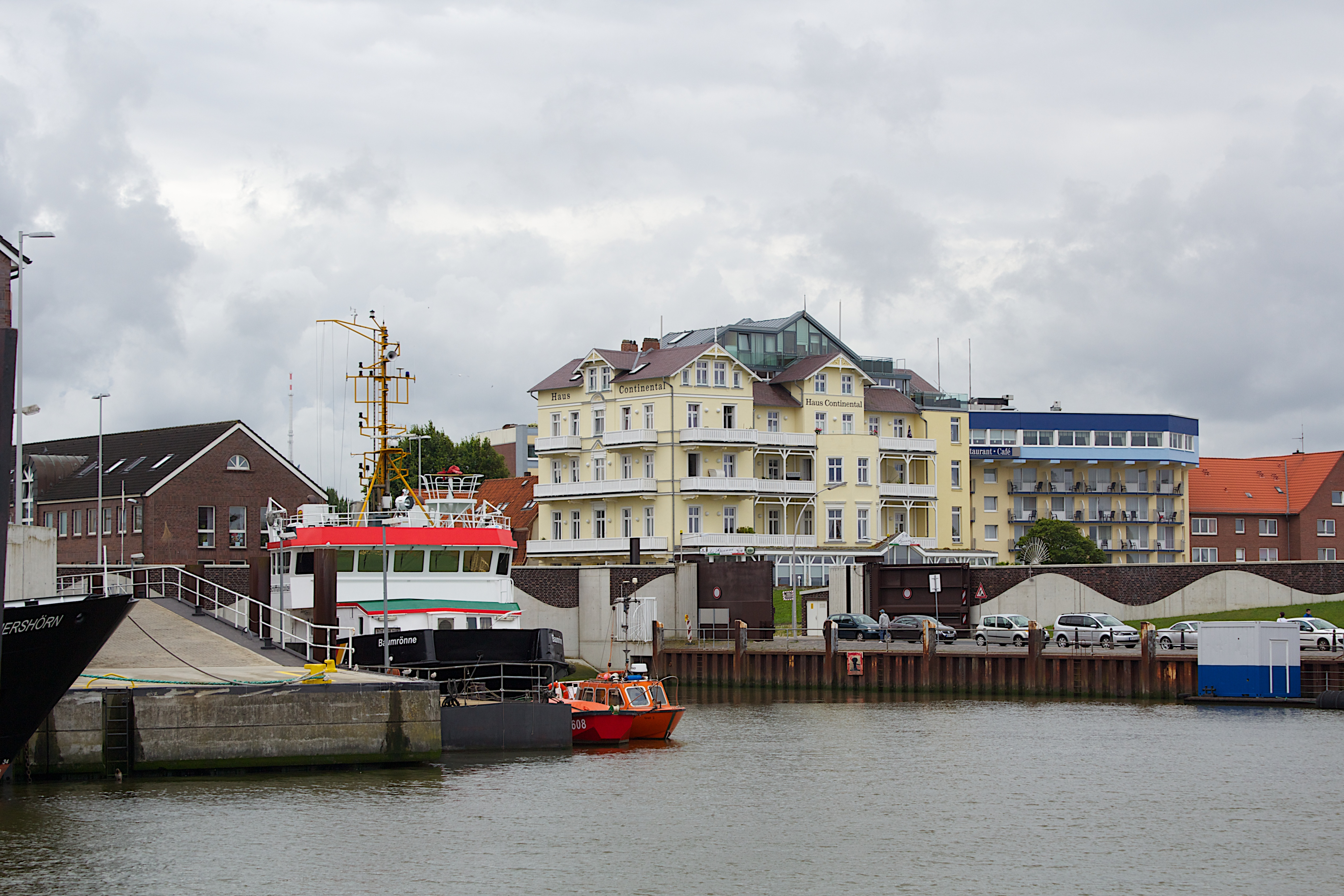
Alter Hafen und Haus Continental

Das Haus Continental in Cuxhaven, Am Alten Hafen 5, wird als Hotel genutzt und stand unter niedersächsischem Denkmalschutz und war in der Liste der Baudenkmale in Cuxhaven enthalten.

## Geschichte
Früher stand an dieser Stelle das Schifferhaus, eine Gastwirtschaft. Diese Haus wurde schon 1810 so genannt und gehörte unter anderen 1845 J.J. Schlehbohm, 1849 August Dölle und 1873 einer Immobiliengesellschaft. Um 1885/86 wurde das Haus abgerissen.
Das viergeschossige, sehr differenzierte historisierende Gebäude von 1886 mit mehreren Giebelrisaliten, Loggien und Balkons wurde als Hotel Continental für Sede Balsen († 1909) gebaut. Es hatte 48 Gästeräume. Balsen war Kapitän, Schiffseigner und späterer Gemeindevorsteher Cuxhavens. Er betrieb das Hotel bis 1900 und verkaufte das Haus an den Helgoländer Ohlsen. Eine Veranda wurde 1902 angebaut und um 1920 wieder entfernt. Um 1919 kaufte die Stadt das Anwesen, das die städtische Siedlungsgenossenschaft Cuxhaven verwaltete und Wohnungen für Fischdampferkapitäne und Lotsenfamilien einrichtete. Nach dem Zweiten Weltkrieg verfiel das Haus.
2007/08 wurde das Haus von der Siedlungsgesellschaft Cuxhaven saniert und nach Plänen von Wolf-Rüdiger Eisentraut (Berlin) mit Ferienapartmentes ausgestattet; es erhielt ein Penthouse und eine Veranda. Seitdem besteht im Erdgeschoss das Restaurant Haus Continental.